# جامعة إب
جامعة إب، هي جامعة يمنية أُنشئت  في 24 محرم 1417هـ الموافق 12 يونيو 1996م، بموجب القرار الجمهوري رقم (91) لسنة 1996م، في محافظة إب، وتعد خامس جامعة حكومية في الجمهورية اليمنية، وبدأت تمارس نشاطها العلمي والبحثي كجامعة مستقلة اعتباراً من العام الجامعي 1996/1997م.
وكانت كلية التربية في محافظة إب التي تم افتتاحها في العام الجامعي 1988/1989م كإحدى الكليات التابعة لجامعة صنعاء، هي النواة الأولى لإنشاء الجامعة، وضمت إليها أثناء التأسيس كلية التربية - النادرة التي كانت هي أيضاً تابعة لجامعة صنعاء.
والجامعة حالياً عضو اتحاد الجامعات العربية، واتحاد الجامعات الإسلامية، واتحاد رؤساء الجامعات العالمية، والمجلس العربي لتبادل تدريب طلاب الجامعة العربية، وترتبط بروابط وثيقة ومتميزة مع مختلف الجامعات اليمنية، والعربية، والعالمية.
وتضم الجامعة حالياً (11) إحدى عشرة كلية، و (8) ثمانية مراكز.

## الكليات
- كلية التربية - إب - تم افتتاحيها في العام الجامعي 1988/1989م
- كلية التربية - النادرة - تم افتتاحها في العام الجامعي 1993/1994م
- كلية الآداب - تم افتتاحها في العام الجامعي 1996/1997م
- كلية العلوم الإدارية - تم افتتاحها في العام الجامعي 1996/1997م
- كلية العلوم - تم افتتاحها في العام الجامعي 1996/1997م
- كلية الزراعة وطب بيطري - تم افتتاحها في العام الجامعي 1996/1997م
- كلية الهندسة والعمارة - تم افتتاحها في العام الجامعي 1998/1999م
- كلية طب الأسنان - تم افتتاحها في العام الجامعي 2000/2001م
- كلية طب والعلوم الصحية - تم افتتاحها في العام الجامعي 2016/2017م
- الكلية النوعية بالسدة - تم افتتاحها في العام الجامعي 2016/2017م
- كلية القانون - تم افتتاحها في العام الجامعي 2017/2018م

## المراكز
- مركز الاستشارات والدراسات الجامعية.
- مركز اللغات والترجمة.
- مركز الحاسوب وتقانة المعلومات.
- مركز الإرشاد النفسي والتربوي.
- مركز المسرح الجامعي.
- مركز التطوير وضمان الجودة.
- مركز البيئة والأمن الكيميائي.
- مركز التأهيل التربوي

## وصلات خارجية
- موقع الجامعة الإلكتروني
- كلية الطب والعلوم الصحية
- كلية طب الأسنان
- كلية الهندسة والعمارة
- كلية العلوم
- كلية الزراعة والطب البيطري
- كلية العلوم الإدارية
- كلية التربية
- كلية التربية - النادرة
- كلية الآداب
- كلية القانون
- الكلية النوعية - السدة
- نيابة شؤون الطلبة
- نيابة الدراسات العليا والبحث العلمي
- مركز الحاسوب وتقنية المعلومات
- مركز اللغات والترجمة
- مركز التطوير وضمان الجودة